# Santa María Actipac
Santa María Actipac är en ort i Mexiko, tillhörande kommunen Axapusco i delstaten Mexiko, i den centrala delen av landet. Orten hade 3 592 invånare vid folkräkningen 2010 och är det näst största samhället i kommunen.